# Astragalus turrillianus
Astragalus turrillianus är en ärtväxtart som beskrevs av Ahmed Ahmad Parsa. Astragalus turrillianus ingår i släktet vedlar, och familjen ärtväxter. Inga underarter finns listade i Catalogue of Life.